# Anthony Montgomery
Anthony Dwayne Montgomery (ur. 2 czerwca 1971 w Indianapolis) – amerykański aktor znany z roli chorążego Travisa Mayweathera w serialu Star Trek: Enterprise. 

## Życiorys
Urodził się w Indianapolis w stanie Indiana. Jego dziadek to legendarny gitarzysta jazzowy i kompozytor Wes Montgomery. Ukończył Ball State University na wydziale teatralnym i dramatu. Trenował sztuki walki. Krótko po ukończeniu studiów, występował w Kalifornii przed publicznością jako artysta stand-up. 
Trafił na kinowy ekran pod pseudonimem „A.T. Montgomery” w dreszczowcu katastroficznym Powódź (Hard Rain, 1998) u boku Christiana Slatera i Morgana Freemana oraz czarnej komedii Karzeł 5 (Leprechaun in the Hood, 2000) z Warwickiem Davisem. W latach 2001–2005 grał chorążego Mayweathera w serialu Star Trek: Enterprise, a wcześniej dwukrotnie próbował dostać rolę w Star Trek: Voyager – najpierw jako człowiek załogi, potem jako syn Tuvoka. Był też częsty gościem na konwentach fanów serii Star Trek. 
W 2004 na scenie w Los Angeles zagrał w sztuce LeRoia Jonesa Holender (Dutchman). W 2007 został zaangażowany do głównej roli Jaya Brooksa w komedii romantycznej I'm Through with White Girls (The Inevitable Undoing of Jay Brooks). W styczniu 2009 wystąpił gościnnie w jednym z odcinków serialu Dr House.
W sierpniu 2007 ożenił się z Adrienne, z którą ma syna (ur. 2010). Jednak doszło do rozwodu. Z poprzedniego związku ma córkę.

## Wybrana filmografia
- 1999: JAG - Wojskowe Biuro Sledcze jako Seaman Hendrix
- 1999: Gwiezdne wrota jako pierwszy wnioskodawca w mieszkaniu Daniela Jacksona
- 2000: Frasier jako kelner
- 2000–2001: Asy z klasy jako George Austin
- 2001–2005: Star Trek: Enterprise jako sierżant MACO Travis Mayweather
- 2003: Puls miasta jako rekrut Dwight Baker
- 2008: Agenci NCIS jako kapral George Linden
- 2009: Dr House jako James Carlton
- 2011: Szpital miejski jako Aaron
- 2012: Lista klientów jako Tim
- 2013: Chirurdzy jako Chris Ward
- 2013: Dzidzitata jako Marcus
- 2015–2019: Szpital miejski jako dr Andre Maddox